# Шут

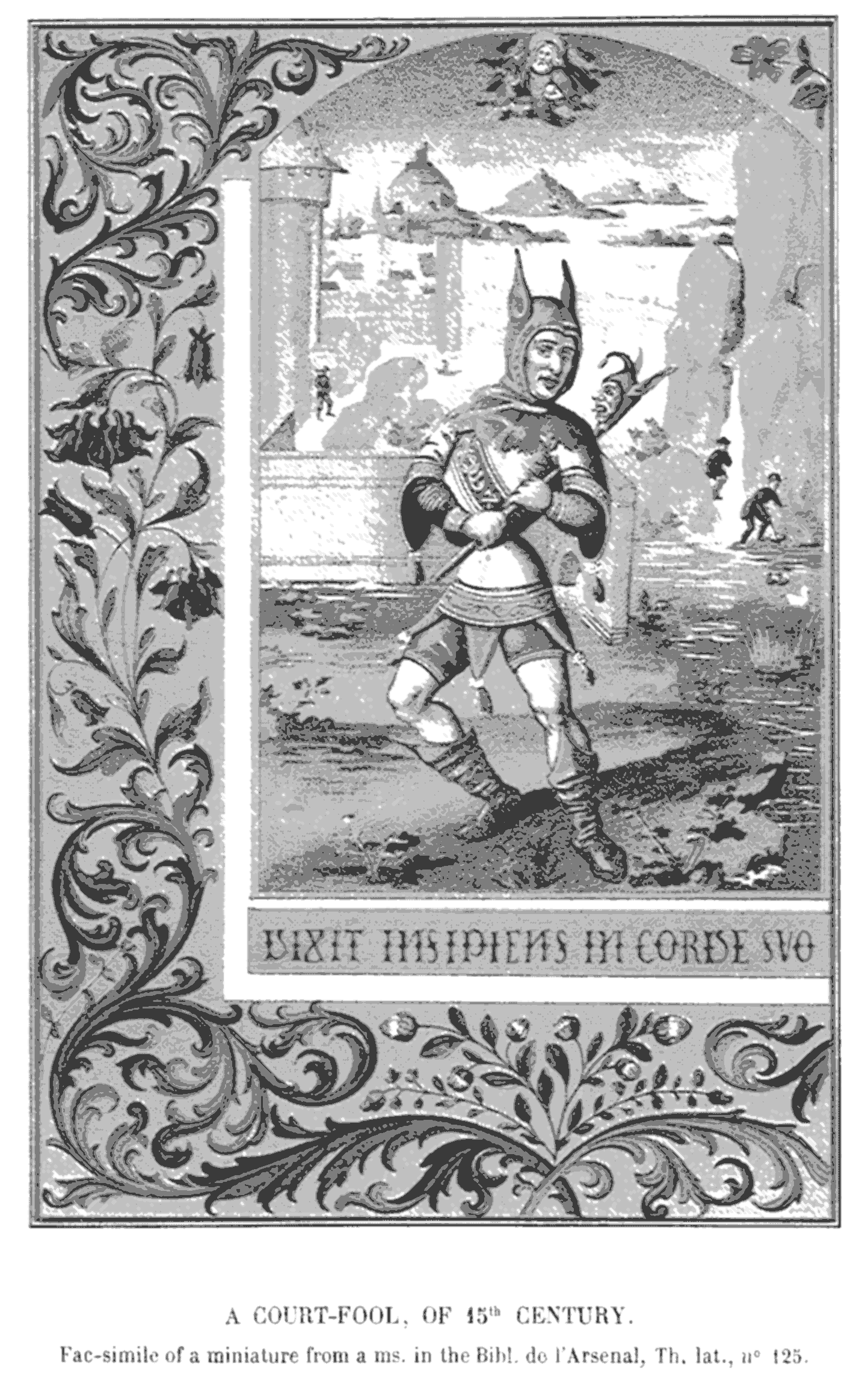
Шут при дворе, XV столетия. Миниатюра из манускрипта, хранящегося в Библиотеке Арсенала (Париж)

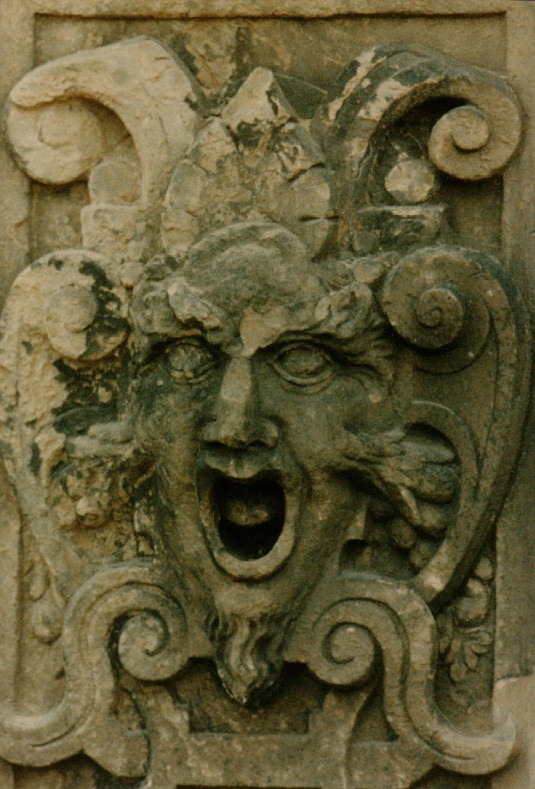
Изображение шута на входе в замок города Тюбинген

Шут — лицо при дворе государя или в барском доме, в обязанности которого входило развлекать и смешить забавными выходками господ и гостей.
Традиционно шут изображался в колпаке с бубенцами. Три длинных его конца символизировали ослиные уши и хвост — атрибуты карнавальных костюмов во время римских Сатурналий и «ослиных процессий» раннего Средневековья. В руках у шута часто была погремушка: палочка с привязанным к ней бычьим пузырём, в которую насыпался горох. Эта принадлежность была у шутов ещё со времён древнего Рима. В России шуты украшали себя также гороховой соломой, откуда и пошло название «шут гороховый».

## История

### Происхождение
Уже Плиний Старший упоминает царского шута (planus regius) при дворе эллинистического царя Птолемея I. Тем не менее в основном определение «шут» связывается с европейским Средневековьем.
Шут был символическим близнецом короля. Ему позволялось больше чем кому-либо, под видом шутки он мог говорить о том, что другим было не дозволено. Не только люди с актёрскими способностями, но и люди с психическими отклонениями зачастую зарабатывали шутовством средства к существованию.
Традиционно шут, как и герольд, обладал неприкосновенностью. Серьёзно наказывать или казнить шута считалось дурным тоном (хотя такие случаи и бывали).

### В Европе

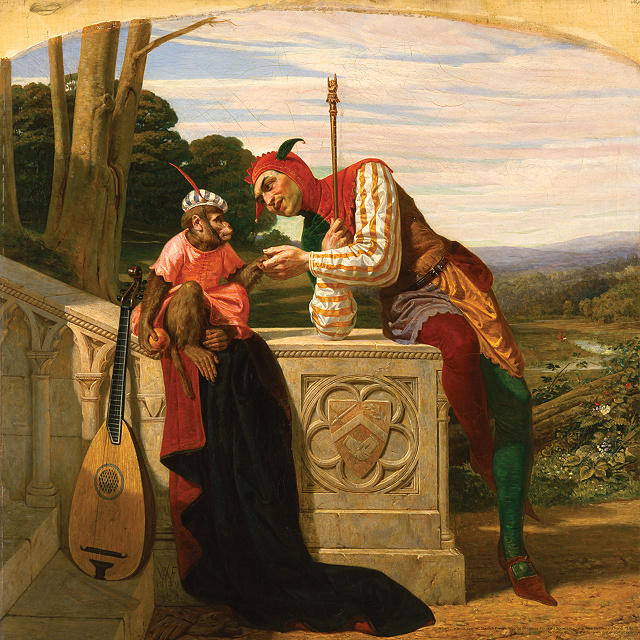
«Верные друзья». Худ. Уильям Фредерик Йимз (1870)

Все королевские дворы Средневековья нанимали различного рода шутов, в умения которых входило музицирование, жонглирование, актёрство, загадывание загадок.
В средневековой Европе в связи с отсутствием свободы слова вельможи не могли открыто критиковать короля, а король не всегда мог себе позволить критиковать влиятельных вельмож. За них это делали шуты, часто в завуалированной форме. И если они переходили границы дозволенного, то наказывали их, а не вельмож. Через кривляния и болтовню шутов представители средневековой элиты доводили до сведения друг друга и короля свои претензии, критику, жалобы или особо рискованные предложения и идеи.
C наступлением эпохи Просвещения и Реформации традиция найма шутов прервалась.

#### В средневековой Франции
Шуты были при дворе королей Франции уже в XIV веке. Шут воспринимался как забавное отражение государя и в чём-то приравнивался к нему. Оба они, как считали тогда, были отмечены божественным вниманием, хотя и каждый по-своему. В конце Средневековья шуты часто изображались с дурацкими жезлами в руках и в таких же трёхверхих колпаках. Языки по двум их сторонам считались, правда, поднятыми ослиными ушами, а рог по центру — петушиной головой. Священные трёхрогие быки, трёхверхие королевские короны, крестовые нимбы, теперь — и трёхконцовые шутовские колпаки.

### В России
Шутовство имеет на Руси давние традиции. Персонаж русских сказок Иван-дурак (ср.: англ. Fool, Joker) часто противопоставляется Царю именно в качестве носителя некого тайного знания, кажущегося глупостью.
Известны шуты Петра Великого И. А. Балакирев, вошедший в историю множеством рассказанных якобы им анекдотов, и Ян д’Акоста, которому за политические и богословские споры Пётр пожаловал остров в Финском заливе и титул «Самоедского Короля».
Прослеживается также определённая связь традиции шутовства с традицией юродства, хотя последнее несло существенно большую духовную, сакральную нагрузку. Некоторые исследователи считают также и средневековых шутов носителями давних духовных традиций и тайных знаний. Были на Руси и ярмарочные шуты — скоморохи.
В русской традиции можно встретить замену слова «чёрт» (или вообще, нечистая сила) словом «шут». Широко известны, например, устойчивые выражения «Ну и шут с ним», «Какого шута?».
В северорусских деревнях русалок называют шутовками или чертовками.

## В других странах

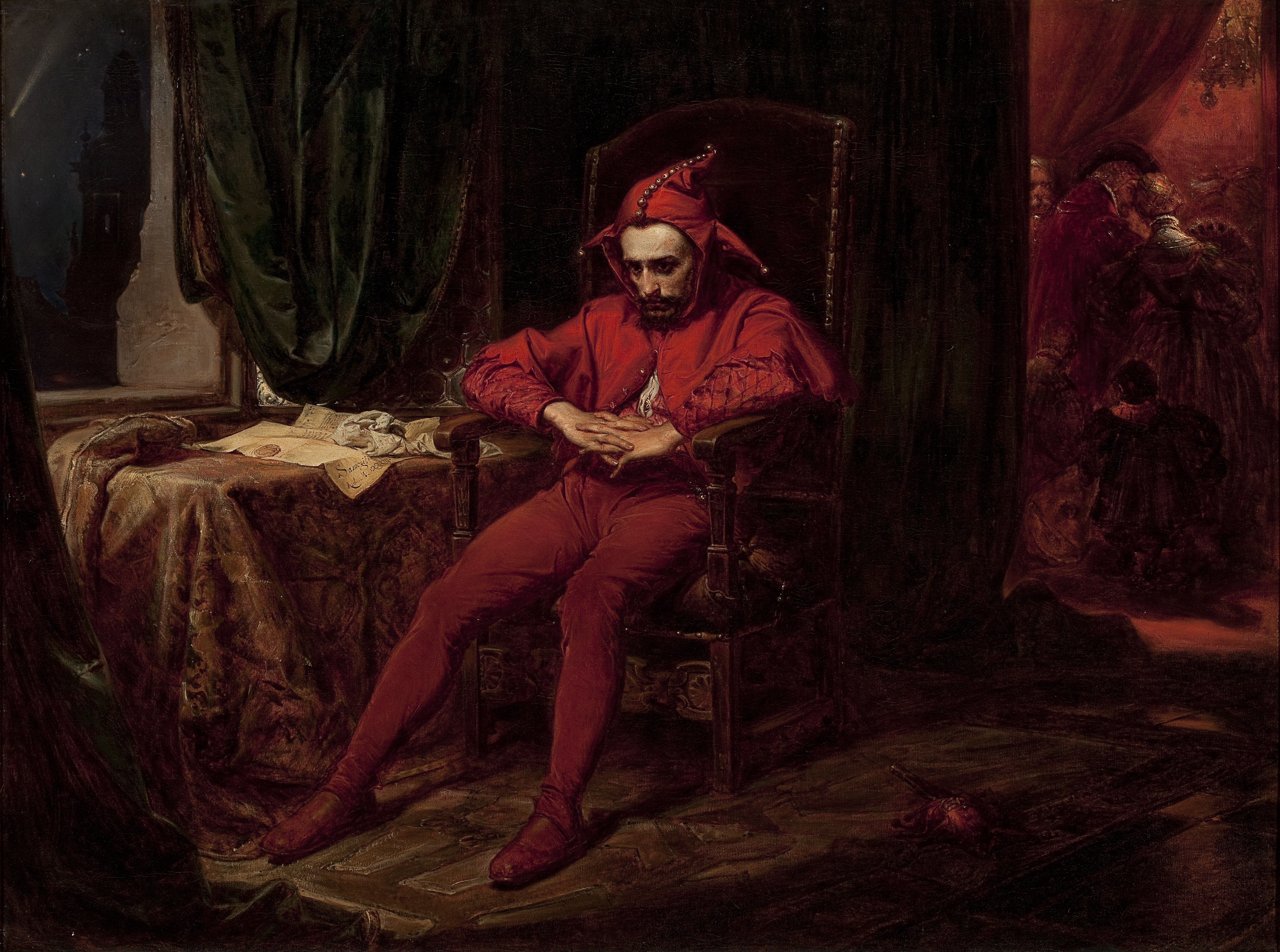
Станьчык, фрагмент картины Яна Матейко
Шут — единственный человек на королевском балу, опечаленный новостью о взятии русскими Смоленска в 1514 году.

Имя польского дворцового шута Станьчыка сохранилось в польском фольклоре как синоним острослова, высмеивающего текущие политические события. В период новой истории эта фигура стала символом для многих поляков.
Король островного государства Тонга — Тауфа’ахау Тупоу IV — первый в новейшей истории монарх, нанявший шута на королевскую службу. Шутом стал некто Дж. Богдонофф, призванный на эту должность в 1999 году. Сохранить должность ему, однако, не удалось, так как в 2001 «шут» был уличён в финансовых хищениях (параллельно Богдонофф занимал должность финансового советника короля) и вынужден был покинуть королевство.

## Упоминание шута в искусстве

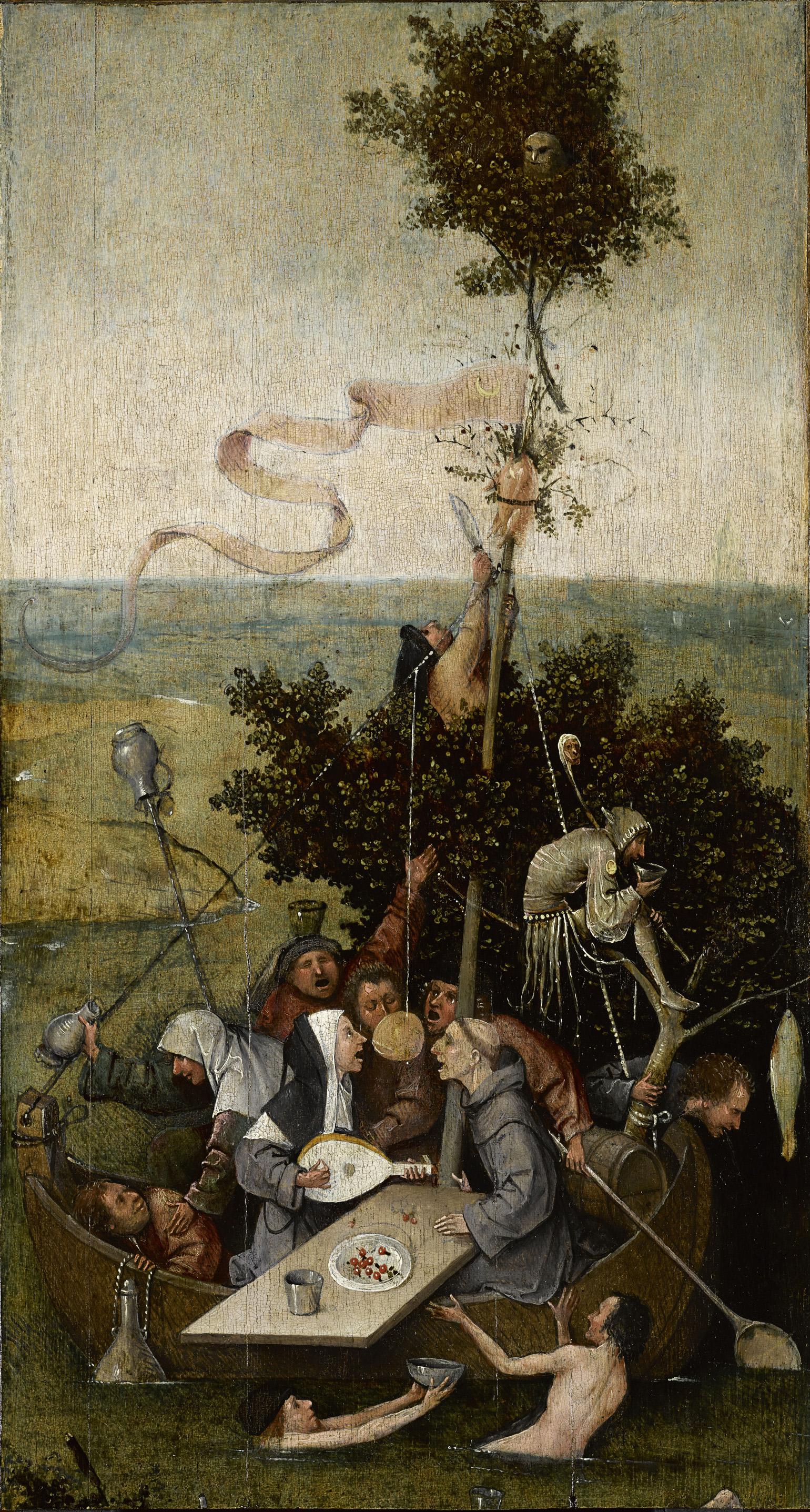
Иероним Босх «Корабль дураков» 1495—1500. Лувр. Париж Картина полная острой социальной и политической сатиры с двусмысленным немецким названием «Narrenschiff» («Narr» — дурак, шут). Один из персонажей картины — Шут, одиноко сидящий на корме корабля, полного людей, погрязших в пороке и безнравственности.

### В живописи
«Дурак» со времён античности — непременный спутник государей и аристократов. Традиционная их одежда — колпак с ослиными ушами и колокольчиками и шутовской жезл (маротта). Колокольчики носили и обычные люди, но к концу XV века делать это перестали. И только шуты по-прежнему забавляли ими народ. В «Психомахии» персонифицированная Jocus (в переводе с лат. — «шутка») является спутницей Купидона. Ренессанская аллегория аналогичным образом соединяет Любовь и Глупость, делая их спутниками Юности (см. например картину Пурбуса «Аллегория любовного празднества», Колл. Уолла, Лондон). Шут может быть персонификацией Глупости, противопоставляясь добродетели Благоразумия. См. тж. «Корабль дураков».

### В массовой культуре
В России существовала рок-группа «Король и Шут», творческая философия которой основана на образе Шута, группа использовала и русские фольклорные элементы, и элементы средневековой готики. Ими так же была выпущена песня «Гимн шута», входящая в альбом «Как в старой сказке».

### Прочее
Часто выводил шута в качестве одного из героев своих пьес У. Шекспир.
Шута французского короля Франциска I Трибуле сделал героем своей трагедии «Король забавляется» Виктор Гюго. Действие написанной по этой пьесе оперы Джузеппе Верди по цензурным соображениям было перенесено в герцогство Мантуанское, а герой превратился в шута герцога, чьим именем и названа опера — «Риголетто».
С. Дали сделал своим жизненным девизом следующее высказывание: «Если существует так много Шутов, желающих стать мудрее, почему же и Мудрец не может быть Шутом?»

## Шут как символ
В картах таро шут — карта Старших Арканов (карта 0 в английской традиции, карта 21 — во французской).
В стандартной колоде игральных карт существует два джокера. Эти карты с изображением шута в большинстве игр стандартной колодой могут заменить в комбинации любую другую карту по желанию играющего.